# Ulrica Rosenlund
Ulrica Rosenlund, född 1761, död 26 maj 1779, var en svensk operasångerska och skådespelare i den gustavianska Operan, ansedd som ett av de stora hoppen inom genren före sin död.

## Biografi och karriär
Rosenlund var dotter till kapelldrängen Anders Rosenlund och Brita Crohn. 
Hon anställdes vid Gustav III:s Opera i Stora Bollhuset bland den första gruppen aktörer på 1770-talet som utgjorde pionjärerna för den svenska nationalscenen. Operan hade öppnats 1773; Gustav III hade planerat att öppna en talscen direkt, men de befintliga svenska aktörerna saknade utbildning och ansågs bättre lämpade för sångroller, och talscenen fick därför vänta. Det gjordes en del försök till talpjäser i Operan, men helhetsresultatet var inte lyckat, även om enskilda deltagare gjorde lovande prestationer; bland de enskilda aktörer som trots allt ansågs lovande för talscenen nämns just Rosenlund, tillsammans med Charlotta Eckerman.
Rosenlund hade namn om sig att tillhöra de bättre talangerna inom operan, och hennes triumfroll var genombrottet i pjäsen Iphigénie av Racine efter Adlerbeths översättning med varianter av Euripides och Algarotti, där hon spelade huvudrollen vid sexton års ålder under 1777–1778 års säsong, gjorde succé och fick stor beröm och bifall. Som person beskrivs hon som älskvärd och mycket omtyckt bland sina kolleger, av vilka många var hennes nära vänner. 
Hennes död beskrevs som en stor förlust, där en talang som skulle ha blivit stor, om den fått utvecklas, släcktes av en för tidig död. Hennes död rapporterades i tidningarna och hon fick en stor begravning; hennes kista följdes av direktören och en stor mängd kolleger ”av båda könen”, och bars av de främsta manliga aktörerna och premiärdansörerna, Hovkapellet framförde musik komponerad av hovkapellmästaren Francesco Antonio Uttini och Johan Henric Kellgren hade skrivit ett poem till gravtalet där vänskapen framhölls som hennes främsta kännetecken. Ett utdrag ur dikten var: 
”Med hvilken sann och ljuflig röst
från sedolärans tron hon dygd och känslor tydde!
Ej konsten blott dess stämma prydde,
naturen talte från dess bröst.”